# 三原市立南小学校
三原市立南小学校（みはらしりつ みなみしょうがっこう）は、広島県三原市円一町二丁目にある公立小学校。かつては三原市立南幼稚園を併設していた。

## 沿革
- 1952年（昭和27年）
  - 1月1日 - 三原小学校から分離し開校。13学級、児童数673名。
  - 1月16日 - 開校式挙行。
  - 1月22日 - 併設幼稚園入園式挙行。
- 1953年（昭和28年）7月17日 - 第三中学校と共用の講堂落成。
- 1961年（昭和36年）7月8日 - 第三中学校と共用のプール落成。
- 1974年（昭和49年）6月 - 教室棟建設（鉄筋コンクリート造4階）[1]。
- 1975年（昭和50年）3月 - 教室棟建設（鉄筋コンクリート造4階）[1]。
- 1976年（昭和51年）3月 - 教室棟建設（鉄筋コンクリート造4階）[1]。
- 1980年（昭和55年）3月 - 教室棟（鉄筋コンクリート造3階）と屋内運動場建設[1]。
- 1984年（昭和59年）6月20日 - プール補修完工。南小学校の専用プールとなる。
- 1989年（平成元年）3月 - 給食室食堂建設[1]。
- 2014年（平成26年）4月1日 - 現在地に移転[2]。

## 通学区域
- 宮沖一丁目～五丁目・円一町一丁目～五丁目・皆実一丁目～六丁目・港町二丁目・宮浦二丁目・宮浦三丁目[3]

※卒業後は、基本的に、宮沖一丁目～五丁目・円一町一丁目～五丁目・港町二丁目は三原市立第三中学校、皆実一丁目～六丁目・宮浦二丁目・宮浦三丁目は三原市立宮浦中学校に進学する。

## アクセス
- JR西日本 三原駅から南西へ900m
- 芸陽バス 税務署前バス停下車

## 著名な出身者
- 片山純一 - 元社会人野球選手